# Jorge Berkeley Cotter
Jorge Cândido Berkeley Cotter (Lisboa, 19 de Dezembro de 1845 — Lisboa, 28 de Novembro de 1919) foi um paleontólogo que se destacou pela sua importante contribuição relativamente aos estudos da Geologia e dos fósseis existentes nos afloramentos miocénicos da região de Lisboa, tendo feito uma minuciosa descrição dos seus valores paleontológicos e das suas unidades litoestratigráficas.

## Biografia
Iniciou a sua atividade profissional em 1865, como coadjuvante da Intendência de Obras Públicas, passando cinco anos depois, em 1870, por convite do geólogo Carlos Ribeiro, a trabalhar na Secção Geológica do Ministério das Obras Públicas, Comércio e Indústria, onde com pequenas intermitências se conservou até à sua aposentação em 1918.
Na Secção Geológica integrou uma equipa de geólogos e paleontólogos que incluía, para além de Carlos Ribeiro, naturalistas de renome, entre os quais Nery Delgado e Paul Choffat. Integrado nessa equuipa, Berkeley Cotter dedicou-se ao estudo da litoestratigrafia de várias formações fossilíferas, especializando-se nas formações de origem marinha que então eram datadas do Terciário.
No campo da estratigrafia deu continuidade aos trabalhos que no âmbito da Comissão Geológica de Portugal haviam sido realizados por Carlos Ribeiro e por Pereira da Costa, lente da Escola Politécnica de Lisboa, com a colaboração do conquiliologista francês Paul Deshayes. Desenvolveu o esquema da sucessão estratigráfica e paleontológica das formações terciárias que havia sido proposto por aqueles investigadores, especialmente as marinhas, publicando o primeiro ensaio de classificação sistemática do terciário marinho inferior e médio do oeste da Península Ibérica.
Também se dedicou à classificação e organização das colecções de fósseis que integravam o Museu Geológico, cabendo-lhe a classificação dos exemplares terciários, trabalho que foi complementado por Nery Delgado e Paul Choffat respectivamente nas colecções paleozóica e mesozóica.
Apesar de não ter formação académica formal, razão pela qual em 1875 foi classificado como «conductor de segunda classe» do quadro auxiliar do Serviço de Minas, promovido a «conductor principal» em 1899, categoria em que se aposentou, demonstrou invulgar aptidão como investigador e excelente capacidade de comunicação escrita, bem demonstrada nas publicações científicas de que é autor ou co-autor. Entre essas publicações merece destaque o trabalho intitulado «Contribuições para o conhecimento da fauna terciária de Portugal - Fosseis das bacias terciárias marinhas do Tejo, do Sado e do Algarve», publicado em 1879 pela Academia das Ciências de Lisboa. Outras publicações notáveis são a «Liste critique des restes d'animaux tertiaires rencontrès dans le tunnel du Rocio», incluída na memória Étude géologique du tunnel du Rocio de Paul Choffat, e o «Tableau de la succession» dos horizontes miocénicos de Lisboa e os afloramentos paralelos ao Sul do Tejo, incluído na obra Description des Échinodermes tertiaires du Portugal, do estratigrafista e paleontólogo suíço Perceval de Loriol.
Entre as suas obras notáveis contam-se também os trabalhos publicados em colaboração com Gustave-Frédéric Dollfus, antigo presidente da Sociedade Geológica de França, e com o engenheiro de minas Jacinto Pedro Gomes, especialmente a memória publicada em 1904 descrevendo os moluscos terciários de Portugal. Também as Comunicações dos Serviços Geológicos contém publicações de Cotter, com destaque para as notícias sobre os fósseis terciários do arquipélago da Madeira e da ilha de Santa Maria (Açores), trabalhos pioneiros sobre aquelas regiões.
Como falava francês e inglês, foi escolhido para várias missões diplomáticas ou de representação no estrangeiro, entre as quais as de adjunto do Comissário da Secção da Indústria Fabril na Exposição de Filadélfia, realizada em 1878, e secretário do conselheiro António Augusto de Aguiar, que fora nomeado comissário régio encarregado de pôr em execução na Índia Portuguesa o Tratado Luso-Britânico de 1878. Após o seu regresso da Índia, foi novamente nomeado secretário de António Augusto de Aguiar para o acompanhar nas negociações sobre o Caminho de Ferro de Mormugão (da West of India Portuguese Guaranteed Railway Company ou WIPGR) com o Stafford House Committee.
Foi feito sócio-correspondente da Academia das Ciências de Lisboa a 16 de março de 1905. Era também membro correspondente da Sociedade de Geografia de Lisboa. Foi condecorado com o grau de cavaleiro da Ordem de Cristo e de cavaleiro da Ordem de Isabel a Católica de Espanha.

## Obras
Entre muitas outras, J. C. Berkeley Cotter é autor das seguintes publicações:
- Contribuições para o conhecimento da fauna terciária de Portugal - Fosseis das bacias terciárias marinhas do Tejo, do Sado e do Algarve in J. Scienc. Math. Phys. Nat., 26: 1-11, Academia das Ciências de Lisboa, 1877
- Esquisse du Miocène Marin Portugais. Lisbonne : Commission du Servive Géologique du Portugal, 1904 (Imprimerie de l'Académie Royale des Sciences)
- Notícia de alguns fósseis terciarios do Archipelago da Madeira. Acompanhada de outra noticia de alguns molluscos terrestres fosseis do mesmo archipelago
- Noticia de alguns fosseis terciarios da Ilha de Santa Maria no archipelago dos Açores
- Sur les mollusques terrestres de la nappe basaltique de Lisbonne
- O Miocénico Marinho de Lisboa (publicação póstuma com prefácio Georges Zbyszewski). Comunicações dos Serviços Geológicos de Portugal, Suplemento ao Tomo XXXVI, SGP, Lisboa, 1956.

- Notícias de alguns Fósseis Terciários da Ilha de Santa Maria